# Korotieckaja
Korotieckaja (ros. Коротецкая) – wieś (dieriewnia) w Rosji, w obwodzie wołogodzkim, w rejonie kiriłłowskim. W 2010 liczyła 122 mieszkańców.